# 힌빌역
힌빌역독일어: (Bahnhof Hinwil)은 스위스 취리히주와 힌빌 지자체에 있는 기차역이다. 이 역은 아직 완전히 사용 중인 베치콘 철도 노선과 부분적으로 폐쇄되고, 부분적으로 유산 철도로 사용되는 UeBB(외리콘-바우마 철도)를 통해 헤프레티콘에서 힌빌로 가는 교차점에 있다.
힌빌역은 취리히에서 우스터와 베치콘을 통해 운행하는 취리히 S-반 노선 S14의 종점이다.
힌빌역은 일반적으로 증기기관차로 운반되는 기차로 이전 UeBB를 넘어 바우마까지 유산 서비스를 운영하는 담프반-페라인 취리히 오버란트(DVZO) 서비스의 종점이기도 하다. 외리콘 방향의 UeBB선은 1948년에 폐쇄되었으며, 현재는 거의 남아 있지 않다.

## 갤러리
- 1877년 힌빌역
- 1902년 힌빌역